# CPU-Z
CPU-Z è un software freeware per monitorare il sistema, disponibile per sistemi Microsoft Windows (fin da Windows 95) e Android, che rileva in un'unica schermata le informazioni generali su CPU, RAM, scheda madre.
È molto utilizzata da chi pratica overclocking per verificare che le frequenze rispettino i parametri desiderati e che le proporzioni tra i clock di un sistema eterogeneo (appunto un PC) siano esatte e non producano crash al sistema.
Il programma ha due versioni:
- Versione con installer (in inglese, cinese).
- Versione stand-alone, più leggera, che non necessita di installazione (in inglese, cinese).